# Gryposcleroma
Gryposcleroma là một chi bướm đêm thuộc phân họ Tortricinae của họ Tortricidae.

## Các loài
- Gryposcleroma schidia Razowski, 1986